# Residencial Cumbre del Tezal
Residencial Cumbre del Tezal är en ort i Mexiko.   Den ligger i kommunen Los Cabos och delstaten Baja California Sur, i den västra delen av landet, 1 200 km väster om huvudstaden Mexico City. Residencial Cumbre del Tezal ligger 146 meter över havet och antalet invånare är 298.
Terrängen runt Residencial Cumbre del Tezal är platt åt sydväst, men åt nordost är den kuperad. Havet är nära Residencial Cumbre del Tezal åt sydost.  Närmaste större samhälle är Cabo San Lucas, 5,0 km sydväst om Residencial Cumbre del Tezal. 